# Krister Karlmark
Rolf Anders Krister Karlmark, född 28 februari 1937 i Bromma, Stockholm, är en svensk formgivare och tidigare lärare vid Konstfack i Stockholm.

## Biografi
Krister Karlmark var elev på Konstfacks aftonskola 1954-56 och arbetade sedan som lärling och assistent på Gustavsbergs porslinsfabrik. Där fick han bland annat i uppdrag av Stig Lindberg att rita några mönster i ”Stig Lindbergs anda”. Ett resultat blev servisen ”Berså” som sedan skulle bli en av Gustavsbergs största framgångar och ännu 2022 är i produktion. De olika faten, skålarna mm var Stig Lindbergs verk men det var alltså Karlmark som ritade mönstret. När Lindberg 1957 lämnade Gustavsberg för att bli huvudlärare i keramik på Konstfack fortsatte Karlmark sina studier på skolan, nu med Lindberg som lärare. Han utexaminerades från Konstfacks avdelning för keramik 1961.
Karlmark var därefter anställd på Sigvard Bernadottes designföretag och frilansade en tid i Japan som formgivare. 1963 tilldelades han Sverige-Amerika Stiftelsens stipendium för studier i industriell formgivning i USA. Detta förde honom till Chicago. Han var där 1964-1969 student och gästföreläsare vid Illinois Institute of Technology (IIT). Det var på IIT som han träffade sin blivande hustru, Gloria Ray Karlmark. .
1969 rekryterades Karlmark av Stig Lindberg som ny huvudlärare i keramik på Konstfack. Valet betraktades som något kontroversiellt; det fanns andra väl meriterade sökande till tjänsten.
När Krister Karlmark slutade på Konstfack 1984 tilldelades han av Sveriges regering Professors namn. 1984 blev han också beviljad Statlig inkomstgaranti för konstnärer, ”konstnärslön”.